# Freddy Cattoir
Frédéric (Freddy) Philippe Louis Marie Cattoir (Elsene, 27 oktober 1906 - Ukkel, 16 februari 1984) was een Belgisch hockeyer.

## Levensloop
Cattoir was actief bij Royal Léopold.
Daarnaast maakte hij deel uit van het Belgisch hockeyteam. Met de nationale ploeg nam hij onder meer deel aan de Olympische Zomerspelen van 1928.